# Милорад Грујичић
Милорад Грујичић (Сански Мост, ФНРЈ, 2. октобар 1961) српски је нефролог, универзитетски професор и доктор медицинских наука. Садашњи је национални координатор за трансплантацију и предсједник Удружења нефролога Републике Српске.

## Биографија
Милорад Грујичић (син Момчила и Стоје) рођен је 2. октобра 1961. године у Санском Мосту, ФНРЈ. Звање доктора медицине је стекао на Медицинском факултету Универзитета у Бањој Луци (1987). Постдипломске студије је завршио на Медицинском факултету Универзитета у Београду (2006), а докторирао је на бањалучком Медицинском факултету (2013).
Запослен је од 2006. године на Катедри за интерну медицину Медицинског факултета Универзитета у Бањој Луци као асистент, а потом као виши асистент. Тренутно је ванредни професор на предмету Интерна медицина. Ради као интерниста нефролог на Интерној клиници Универзитетског клиничког центра Републике Српске. Предсједник је Удружења нефролога Републике Српске те члан Европског удружења нефролога и Друштва доктора медицине Републике Српске.
Проф. др Милорад Грујичић је национални координатор за трансплантацију и медицински шеф Тима за трансплантацију УКЦ РС. Замјеник је предсједника Управног одбора Фонда солидарности за дијагностику и лијечење обољења, стања и повреда дјеце у иностранству.